# Agnia fasciata
Agnia fasciata là một loài bọ cánh cứng trong họ Cerambycidae.